# Syndrome de Gougerot-Sjögren
 Mise en garde médicale
Le syndrome de Gougerot-Sjögren, ou syndrome de Sjögren, est une maladie auto-immune systémique caractérisée par une atteinte des glandes exocrines, en particulier des glandes lacrymales et salivaires. Il peut être « primitif » (c’est-à-dire isolé), ou « secondaire » (50/50) et associé à une autre maladie auto-immune : lupus érythémateux disséminé, polyarthrite rhumatoïde…

## Épidémiologie
Le SGS primitif touche environ 0,02 % de la population (prévalence), plus souvent les femmes que les hommes (9/1). La prévalence de la maladie fait l'objet de débat. En France, la SNFMI (Société nationale francaise de médecine interne) parle d'un peu moins d'une personne sur 10 000, tandis qu'une autre source parle de 0,1 % à 0,4 % de la population adulte, soit entre 50 000 et 200 000 personnes. L'incidence de la forme primitive est d'environ sept cas annuels pour 100 000 personnes.
Aux États-Unis, la Sjögren's Syndrome Foundation (SSF) parle de plus de quatre millions d'Américains affectés, soit 1,2 % de la population, sans distinguer les formes primitives des secondaires.

## Causes et physiopathologie
Les causes sont souvent difficiles à établir, restant généralement inconnues. Elles sont parfois au moins en partie génétiques et/ou environnementales et probablement souvent multifactorielles. L'ANSES a conclu en mars 2019 que l'exposition chronique par inhalation à des particules fines de silice est une source de risque pour cette maladie.
Les interférons semblent participer à la maladie.

## Description
La sécheresse buccale et oculaire, la fatigue et les douleurs articulaires sont présents dans près de 80 % des Sjögren primitifs.
L'atteinte la plus fréquente est celle des glandes salivaires, se manifestant par une xérostomie (la bouche est sèche en permanence). L'atteinte des glandes lacrymales (xérophtalmie) entraîne une sécheresse des tuniques protégeant l'œil (conjonctive, et surtout cornée), ce qui peut entraîner des ulcérations cornéennes, des conjonctivites.
La xérose (peau très sèche) est plus rare, de même que l'atteinte du poumon (pneumopathie lymphoïde), qui se manifeste par une toux sèche chronique, parfois très invalidante.
Ce tableau spécifique est souvent enrichi de signes systémiques n'ayant rien à voir avec une atteinte des glandes, mais découlant du caractère auto-immune  de la maladie. Ils sont présents entre 15 % et 40 % des patients :
- signes de vascularite (atteinte des vaisseaux) : syndrome de Raynaud, purpura, neuropathie périphérique, ulcères ;
- arthralgies (douleurs articulaires) en rapport avec une arthrite inflammatoire ;
- atteintes rénales, à type de néphropathie tubulo-interstitielle, avec infiltration lymphocytaire[10] ;
- parfois, signes d'une maladie auto-immune associée (lupus érythémateux disséminé, polyarthrite rhumatoïde, thyroïdite, etc.).
- Un symptôme fréquent du Syndrome de Sjögren est de ressentir une fatigue constante et une réduction de la force physique[11].

## Examens complémentaires
Le test de Schirmer explore la production des larmes. Le test du « Break-up time » le complète utilement en évaluant le temps de rupture du film lacrymal. Par contre, ce dernier est davantage une mesure de la stabilité du film lacrymal et est lié à la composante lipidique des larmes plutôt qu'à sa composante aqueuse. La mesure objective du flux salivaire et le test au sucre explorent la production de salive.
Le bilan des anomalies immunitaires montre que la recherche du facteur rhumatoïde est positive dans un cas sur deux (réactions de Latex et de Waaler-Rose),les anticorps anti-SSA et anti-SSB sont positifs chez deux tiers des patients, le reste du bilan immunologique est généralement négatif. Il peut exister une cryoglobulinémie (plutôt de type II), une hypergammaglobulinémie, un rapport abaissé du rapport C3/C4, ces trois anomalies étant des marqueurs d'un risque d'atteinte systémique.
Il n'y a que peu de syndrome inflammatoire : CRP le plus souvent normale, mais accélération de la vitesse de sédimentation par hyper-gamma-globulinémie polyclonale, etc.
S'il n'existe pas d'anticorps anti-SSA ou anti-SSB dans le sérum, le diagnostic de certitude est apporté par l'analyse anatomo-pathologique d'une biopsie des glandes salivaires accessoires.

## Diagnostic
Un score est utilisé pour définir le syndrome de Sjögren primitif, basé sur les tests ophtalmologiques, la biopsie des glandes salivaires, la présence d'anticorps anti SSA et la mesure du débit salivaire.

## Évolution
L'atteinte peut dégrader la qualité de vie.
Dans de rares cas, le syndrome peut évoluer vers un lymphome non hodgkinien,, surtout en cas de vascularite, d'une baisse des fractions du complément, de la présence d'une cryoglobuline, d'une atteinte importante de la glande parotide ou d'une glomérulonéphrite.

## Traitement
Le traitement du syndrome de Gougerot-Sjögren primitif est uniquement symptomatique : on utilise des larmes artificielles, de la salive artificielle, des anti-tussifs, et des savons surgras pour la xérose cutanée. Un seul médicament s'est montré efficace contre la sécheresse : le chlorhydrate de pilocarpine.

## Personnalités connues atteintes du syndrome
La joueuse de tennis américaine Venus Williams a déclaré en janvier 2011 qu'elle souffrait de cette maladie.